# 拿騷的毛里茨

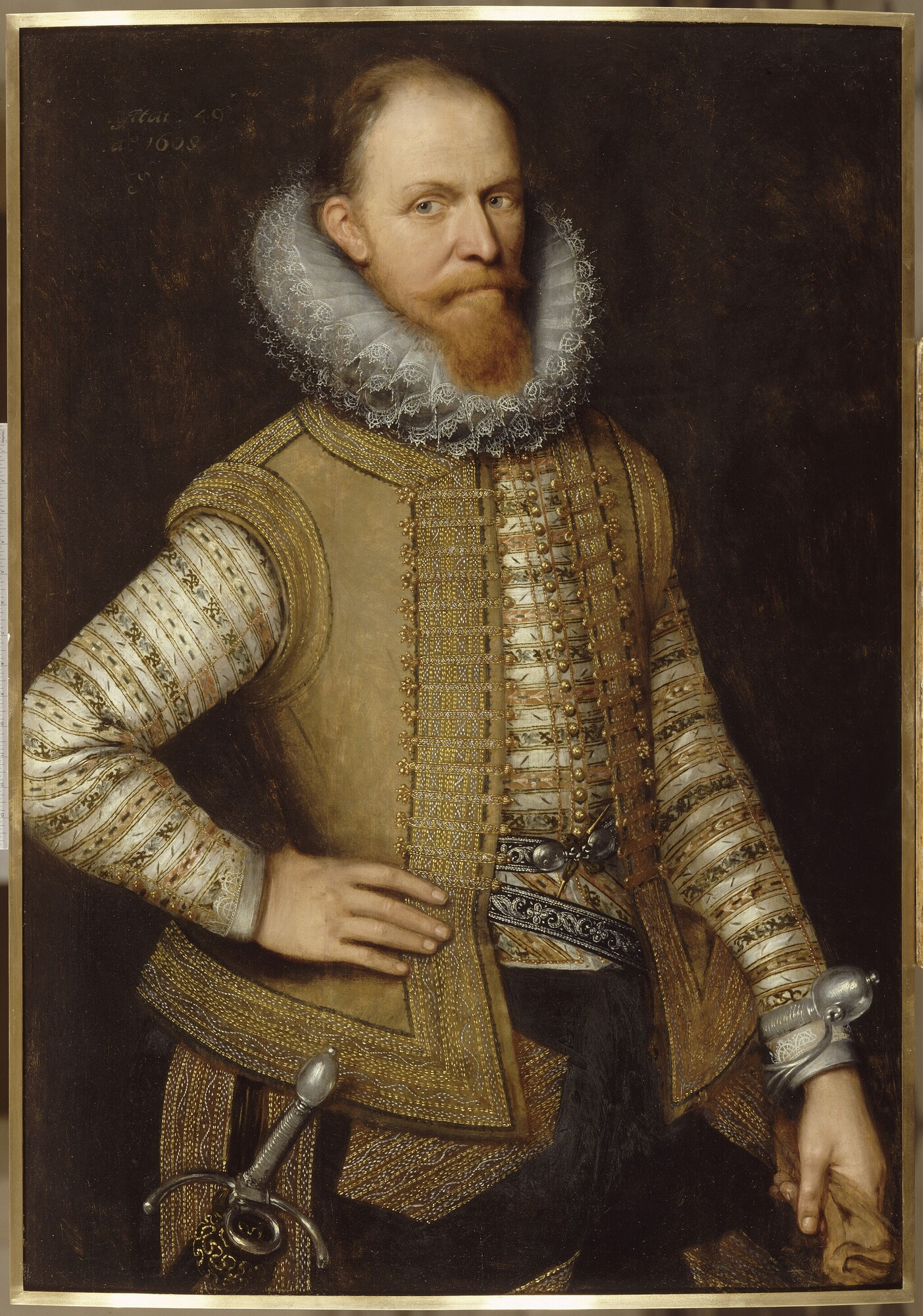
拿骚的毛里茨，由Michiel Jansz van Mierevelt所繪

拿骚的毛里茨（荷蘭語：Maurits van Nassau，1567年11月14日—1625年4月23日），又依法语译作拿骚的莫里斯，奧蘭治親王，尼德兰联省共和国执政（1585–1625），出生於迪伦堡。他是荷蘭國父奥兰治亲王威廉一世的次子。威廉一世死後，繼承荷蘭執政之位；長兄菲利普·威廉（1554–1618）死後，繼承奧蘭治親王封號。以他的名字命名了毛里求斯（Mauritius）。
莫里斯早年部分时光在迪伦堡城堡度过，由其叔父扬·拿骚以德语教育抚养。其父奥兰治亲王威廉因在尼德兰领导反抗西班牙的起义无法亲自教养。在海德堡与莱顿完成学业后，莫里斯于十八岁生辰当日就任荷兰与泽兰省执政。他先在共和国军队历练两年，随后接掌最高指挥权。1590年，其执政范围扩展至海尔德兰、上艾瑟尔与乌得勒支三省。
作为陆军上将，莫里斯在父亲去世后率共和国军队对抗西班牙。在1588至1598年的"十年战役"期间，凭借大议长约翰·范·奥登巴内费尔特的政治支持，他取得一系列重大胜利。这段战略转折期使西班牙势力被逐出共和国北部与东部地区，其军事成功得益于莫里斯与弗里斯兰执政威廉·洛德韦克共同推行的军队改革。当莫里斯在纽波特战役中意外遭遇西班牙主力部队时，他与奥尔登巴内费尔特的合作关系因策略分歧而出现裂痕。
十二年停战期间，共和国爆发宗教冲突。莫里斯选择在多特会议中支持正统归正宗（反抗辩派），此举使他与主张宗教宽容的奥登巴内费尔特彻底对立，最终通过政变手段处决了这位昔日的政治盟友。这次政治谋杀的责任明确归属于莫里斯。此后数年间，共和国在行政与军事领域均呈现衰退态势。1625年莫里斯去世后，其同父异母弟弗雷德里克·亨德里克继任执政。
莫里斯统治下的联省共和国在经济、文化和军事等领域都呈现出繁荣的气象，他统治下的繁荣期被称为“莫里斯的黄金十年”，他开创了尼德兰的黄金时代。死後，其弟弗雷德里克·亨德里克繼位。

## 早年
他的名字來自外祖父萨克森选帝侯莫里茨。出生於迪伦堡的毛里茨，由叔叔拿骚的约翰一手帶大。他和堂哥威廉·洛德韦克一起在海德堡讀書，後來才到萊頓學習；在那裡，他得到了工程師、數學家西蒙·斯特芬的教導。毛里茨終身未娶，但他和瑪格雷塔·范梅赫倫（Margaretha van Mechelen）以及安娜·范德凯尔德（Anna van de Kelder）都有私生子女。

幼年时的莫里斯亲王

由於他父親在反抗西班牙統治的起義中用掉了畢生积蓄，故他的教育費是由荷蘭省及澤蘭省支付的。當父親在代尔夫特遇刺時，毛里茨僅有16歲。儘管英法兩國的君王都反對，但是荷兰议会还是立即选正在莱顿大学求学的毛里茨为执政（最高行政长官）。他迅速地在1584年繼承了荷蘭省及澤蘭省兩省的執政；1590年，他進一步繼承了大約是現今海爾德蘭省、烏得勒支省、上艾瑟爾省的執政之位；1620年，堂哥威廉·洛德韦克去世後，原先由堂哥掌管的領地，除了弗里斯蘭省之外，现今格羅寧根省、德倫特省的執政之位，也落入了毛里茨的手中。

## 执政
他得到荷兰杰出政治家約翰·范·歐登巴內菲爾德的支持，毛里茨、奥尔登巴内费尔特和毛里茨的堂弟威廉·洛德韦克（即拿骚-迪伦堡伯爵威廉·路易，弗里斯兰省执政）组成强有力的三人执政團。在三人执政的领导下，尼德兰北方诸省稳步加强反西班牙统治的力量。
毛里茨從長兄奧蘭治親王菲利普·威廉那裡繼承了奧蘭治亲王的封號。而他長兄在1596年之前一直在西班牙當人質，無法加入荷蘭的反抗行動。1587年，毛里茨被任命為軍隊總司令，而英國派來協助荷蘭的蘭斯特伯爵羅伯特·達德利，一聽到這個消息，當下就返回英國（可能懷抱怨氣），使得兩人無緣合作對抗西班牙。
三人执政中奥尔登巴内费尔特主持内政和外交，毛里茨任联省军队总司令，由威廉·洛德韦克辅佐。他和洛德韦克一起重組對抗西班牙的叛軍，將其合流成一股同心協力而成功的反抗勢力。

## 八十年战争第一阶段的终结
毛里茨从少年时代就爱好数学、弹道学和军事工程学，同時也鑽研軍事史、戰術學、戰略學以及天文學，並證明自己是同輩中最優秀的戰略家。他任总司令后，能够把理论与实际结合起来。他首先缩小军队的编制和充足的军饷。并加强正规的训练。他精通包围战的艺术。他尤其注重老師西蒙·斯特芬的攻城理論，這讓他在16世纪90年代胜利攻占幾個關鍵的要塞及城鎮：1590年的布雷達、1592年的斯特恩韋克（Steenwijk）、1593年的海尔特雷登贝赫。
在贏得蒂倫豪特戰役（1597年）與纽波特战役（Nieuwpoort，1600年）兩大騎兵戰之後，毛里茨的軍事才華獲得全歐洲的認同；经过一系列的斗争，西班牙人从各条战线龟缩回去，荷兰共和国的领土开始有今日的局面。荷兰各城镇兴高采烈的向它们的救星表示敬意。但奧蘭治王室並未因此被歐洲各王室尊重，因為他們的繼承權從未被認可。
毛里茨曾试图重新统一由于西班牙的征服而陷于分裂的尼德兰南北两部。他率兵进入佛兰德，但遇到軍事才能與其並肩的西班牙名將安布羅西奧·斯皮諾拉，因此遭到彻底失败。他在1607年同西班牙休战，1609年达成十二年停战协议。

## 十二年休战期
莫里斯亲王作为奥兰治家族的代表，凭借军事才能成为共和国的军事领袖。然而，联省共和国的政治结构高度分散，各省（尤其是荷兰省）通过大议会（States General）掌握实际行政权。大议长约翰·范·奥尔登巴内费尔特（Johan van Oldenbarnevelt）主张各省自治与和平政策，与莫里斯的中央集权和军事扩张倾向形成对立。
宗教上，抗辩派（阿明尼乌派）质疑加尔文主义严格预定论，主张更宽容的教义，得到奥尔登巴内费尔特的支持；而反抗辩派（高马勒斯派）坚持正统加尔文主义，得到莫里斯和底层民众的拥护。这一分歧演变为权力斗争的核心。
针对这些问题，莫里斯逐步把尼德兰权力收归自身，他将反抗辩派树立为“国家正统”，通过多德雷赫特会议确立其教义，打击抗辩派的合法性。1617年，莫里斯以“维护秩序”为名，派遣军队进驻存在抗辩派势力的城市，解散地方民兵，削弱荷兰省的自治权。多特会议由反抗辩派主导，确立了归正宗“TULIP”五大信条，宣布抗辩派为异端，禁止其公开活动，驱逐抗辩派牧师，并确立加尔文正统教义。莫里斯借此清除政敌，各省官员被替换为亲奥兰治派，荷兰省的自治权大幅削弱。
1618年8月，莫里斯发动政变，逮捕奥尔登巴内费尔特及其盟友（包括格劳秀斯），指控其“叛国”和破坏宗教统一。1619年5月，奥尔登巴内费尔特被处决，反抗辩派全面掌控政权。

## 战火重燃
1621年，在与西班牙的十二年停战期结束后，战火重燃。在安布罗吉奥·斯皮诺拉率领下，西班牙军队取得重大战果，其中1625年对拿骚家族故地布雷达的围城战尤为著名。
1625年4月23日，莫里斯亲王在围城战持续期间逝世。经过代价高昂的十一个月围攻后，拿骚的贾斯汀于同年6月向西班牙军队交出布雷达城。
历史学家乔纳森·伊斯雷尔认为，莫里斯亲王对三十年战争的爆发负有部分责任——这场战争使德意志地区遭受重创，大量人口丧生。正如伊斯雷尔所指出的，当时德意志新教势力本不愿与天主教阵营进行全面对抗。莫里斯通过两项关键行动加剧了冲突：首先说服其侄普法尔茨选帝侯腓特烈五世接受波希米亚王位，其次积极鼓动波希米亚人反抗哈布斯堡统治，不仅提供五万荷兰盾资金支持，更派遣荷兰军队参与注定失败的白山战役。这一系列鲁莽决策对波希米亚造成灾难性后果，导致该地区陷入长期压迫，腓特烈五世亦因此失去世袭领地，同时使荷兰共和国自身的战略态势显著恶化。

## 相关遊戲
世紀帝國III中，荷蘭領袖是納索的毛里茨。

## 延伸阅读
- Parker, Geoffrey. "The Limits to Revolutions in Military Affairs: Maurice of Nassau, the Battle of Nieuwpoort (1600), and the Legacy," Journal of Military History (2007) 71#2 pp 331–372.
- Herbert H. Rowen, The princes of Orange: the stadholders in the Dutch Republic. Cambridge and New York: Cambridge University Press, 1988.
- John Lothrop Motley, "History of the United Netherlands from the Death of William the Silent to the Synod of Dort".  London:  John Murray, 1860.
- John Lothrop Motley, "The Life and Death of John of Barenvelt". New York & London:  Harper and Brothers Publishing, 1900.
- Petrus Johannes Blok, "History of the people of the Netherlands". New York:  G. P. Putnam's sons, 1898.

| 拿騷的毛里茨 奥兰治-拿骚王朝拿骚王朝的分支出生于：1567年11月14日逝世於：1625年4月23日 | 拿騷的毛里茨 奥兰治-拿骚王朝拿骚王朝的分支出生于：1567年11月14日逝世於：1625年4月23日 | 拿騷的毛里茨 奥兰治-拿骚王朝拿骚王朝的分支出生于：1567年11月14日逝世於：1625年4月23日 |
| 統治者頭銜                                                                            | 統治者頭銜                                                                            | 統治者頭銜                                                                            |
| ------------------------------------------------------------------------------------- | ------------------------------------------------------------------------------------- | ------------------------------------------------------------------------------------- |
| 前任者： 菲利普·威廉                                                                  | 奧蘭治親王 1618–1625                                                                  | 繼任者： 弗雷德里克·亨德里克                                                          |
| 前任者： 菲利普·威廉                                                                  | 布雷达男爵 1618–1625                                                                  | 繼任者： 弗雷德里克·亨德里克                                                          |
| 官衔                                                                                  |                                                                                       |                                                                                       |
| 前任者： 沉默者威廉                                                                   | 荷兰省和泽兰省执政 1585–1625                                                          | 繼任者： 弗雷德里克·亨德里克                                                          |
| 前任者： 阿道夫·范紐韋納爾 (Adolf van Nieuwenaar)                                     | 烏得勒支省、海爾德蘭省和上艾瑟尔省执政 1590–1625                                      | 繼任者： 弗雷德里克·亨德里克                                                          |
| 前任者： 威廉·洛德韋克                                                                | 格羅寧根省执政 1620–1625                                                              | 繼任者： 恩斯特·卡西米爾                                                              |